# Satomi Kobayashi
Pour les articles homonymes, voir Kobayashi.
Satomi Kobayashi (小林 聡美, Kobayashi Satomi), née le 24 mai 1965 à Tokyo (Japon), est une actrice japonaise.

## Biographie
Satomi Kobayashi a été mariée de 1995 à 2011 avec le dramaturge, acteur et réalisateur Kōki Mitani.

## Filmographie sélective

### Au cinéma
- 1982 : La Nouvelle de la classe (転校生, Tenkōsei?) de Nobuhiko Ōbayashi : Kazumi Saitō
- 1984 : Haishi : Yasuko
- 1985 : Sabishinbō : Yukimi Amano
- 1986 : Koisuru onnatachi : Kinuko Ohe
- 1987 : Eien no 1/2
- 1988 : Guriin rekuiemu : Kazuko Inoue
- 1989 : Pekin no suika
- 1992 : Godzilla vs Mothra (Gojira vs. Mosura) : Masako Tezuka
- 1998 : Tenamonya Shōsha
- 1998 : Kiriko no fūkei : Kiriko
- 2000 : Sweet Sweet Ghost
- 2002 : Ryōma no tsuma to sono otto to aijin : Kimie
- 2004 : Riyū : Atsuko Kitahata
- 2006 : Kamome shokudō : Sachie
- 2007 : Megane : Taeko
- 2009 : Gama no abura : Terumi Yazawa & Oteru
- 2009 : Pūru
- 2010 : Mazā wōtā : Setsuko
- 2011 : Tōkyō oashisu : Touko
- 2014 : Pale Moon (紙の月, Kami no tsuki?) de Daihachi Yoshida
- 2015 : Inu ni namae wo tsukeru hi
- 2016 : Après la tempête (海よりもまだ深く, Umi yori mo mada fukaku?) de Hirokazu Kore-eda : Shinoda Chinatsu (la tante)
- 2016 : Ayashii kanojo (Sing My Life)

## Distinctions

### Récompenses
- 1982 : Hōchi Film Award de la meilleure nouvelle actrice pour La Nouvelle de la classe[1]
- 1983 : prix de la révélation de l'année pour La Nouvelle de la classe aux Japan Academy Prize[2]
- 1983 : prix de la meilleure nouvelle actrice pour La Nouvelle de la classe au festival du film de Yokohama[3]